# Aminosäuretransportdefekte
Bei den Aminosäuretransportdefekten (AST-Defekte, Syn.: Primäre Störungen des Aminosäuretransportes) ist entweder die tubuläre Rückresorption in der Niere beeinträchtigt oder es ist der Transport zwischen den Zellen im Organismus und hier besonders im Darm gestört. Auch Sonderformen von AST-Defekten, z. B. zwischen einzelnen Zellkompartimenten, kommen vor.

## Primär renal lokalisierte AST-Defekte
- Cystinurie, klinische Symptome: Nephrolithiasis. (Prävalenz der Typen I - III zusammen: 1:7.000)
  - Typ I
  - Typ II
  - Typ III

- Glycinurie, syn. Iminoglycinurie Typ II, Klinik: Nephrolithiasis (sehr selten)

- Lysinurie, syn. lysinurische Proteintolteranz LPI , syn. dibasische Aminoazidurie Typ II. Lokalisation auch in Darm, Fibroblasten und Hepatozyten. Klinik: Krämpfe, geistige und körperliche Retardierung.(sehr selten)

- Histidinurie, lokalisiert in Niere und Darm, Klinik: Krämpfe. (extrem selten)

## Primär metabolisch bedingte AST-Defekte
- Cystinose, hier ist zwar hauptsächlich die Niere geschädigt, der Grund liegt aber in einem lysosomalen Defekt.

- Hartnup-Syndrom, Klinischer Befund. (Prävalenz 1:15.000)

- Iminoglycinurie Typ I, lokalisiert in Neuron, Darm, Niere, Lunge, Leber. Klinik: chorioretinale Atrophie, mentale Retardierung. (Prävalenz 1:16.000)

- Tryptophanmalabsorption, syn. Blue-Diaper-Syndrom, lokalisiert in Darm und Niere. Klinik: Blauer Urin durch Indol, geistige Retardierung, Hyperkalzieämie. (sehr selten)

- Methioniummalabsorption, syn. Oasthose-Syndrom lokalisiert im Darm. Klinik: weiße Haare, Hopfengeruch des Urines, Krämpfe, mentale Retardierung. (sehr selten)